# Château de Takayama
Le château de Takayama (高山城, Takayama-jō) se trouve dans la ville de Takayama, préfecture de Gifu au Japon. Construit sur une montagne de 687 m de haut, le château présente de nombreuses caractéristiques typiques, dont une base en pierres, des murs en terre et une douve le ceinturant. En dépit de son apparence défensive, le château ne fut cependant pas construit pour des buts guerriers. Son style est similaire à celui du château d'Azuchi construit par Oda Nobunaga.

## Histoire
Durant l'époque Sengoku, Yoritsuna Mitsugi (三木自綱) se rend à Takayama pour prendre le contrôle de la province de Hida et construit le château de Matsukura. Yoritsuna est allié à Sassa Narimasa dans la province d'Etchū voisine et s'oppose à Toyotomi Hideyoshi. Pour combattre Yoritsuna, Hideyoshi ordonne à Kanamori Nagachika (qui est le seigneur du château d'Echizen-Ōno) d'aller en guerre contre Yoritsuna.
Nagachika commence sa bataille contre Yoritsuna en utilisant un autre château. En 1588 cependant, il entame la construction du château de Takayama. En 1600, les tenshu (donjons) principaux et secondaires du château sont achevés mais il faut encore trois ans avant que le troisième tenshu soit fini. Outre la construction du château, Nagachika développe en même temps une jōkamachi (ville-château).
Quand le clan Kanamori s'installe dans la province de Dewa en 1692, il transfère le contrôle du château au clan Maeda. Mais trois ans plus tard le shogun prend possession du château.
Les restes du château se trouvent dans le parc Shiroyama.